# Ernesto Mallo
Ernesto Mallo (La Plata, provincia de Buenos Aires, Argentina, 1948) es un escritor, dramaturgo y periodista argentino.

## Biografía
Fue taxista, contrabandista, artesano, librero y director teatral.
Su primera novela fue La aguja en el pajar (2006), finalista del Premio Clarín-Alfaguara de Novela (2004) y obtuvo el Premio Memorial Silverio Cañada, de la Semana Negra de Gijón.
Es fundador y organizador del Festival Buenos Aires Negra y de Zeitgeist Barcelona desde 2016.

## Obras teatrales
- La vacuna (1973)
- Siete cuadros (1977)
- Qué mambo el de Colón (1982)[6]

## Guiones cinematográficos
- La aguja en el pajar (2007)
- Maidana con todo (2007) (en colaboración con Juan Desanzo)
- Delincuente argentino (2007)

## Guiones de TV
- Imperio Chico (2012)
- Será Justicia (2014)

## Cuentos
- Bautizo y otros cuentos (Eudeba, 1974)

## Antologías
- Buenos Aires Noir (inglés), Akashic Books, New York, 2017.
- Barcelona Negra, Ediciones Siruela, Madrid, 2016.
- Madrid Negro, Ediciones Siruela, Madrid, 2016.
- Tiempos Negros, Ediciones Siruela, Madrid, 2017.
- Buenos Aires Noir, Akashic Books, New York, 2017.
- Músicas Negras, Ediciones Siruela, Madrid, 2017.

## Ensayos
- Ferrum Cien Años, Editorial Franz Viegener, Buenos Aires, 2011.
- Buenos Aires Street Art, La Marca Editora, Buenos Aires, 2011.

## Novelas
- La aguja en el pajar, Editorial Planeta, Buenos Aires 2006.
- Delincuente argentino, Editorial Planeta, Buenos Aires, 2007.
- L'aiguille dans la botte de foin, Payot & Rivages, Paris, 2009.
- El Relicario, Editorial Planeta, Buenos Aires, 2010.[7]
- Der Tote von der Plaza Once, Aufbau Verlag, Berlín, 2010.
- Needle in a haystack, Bitter Lemon Press, Londres, 2010.
- Der barfüßige Polizist von der Calle San Martín, Aufbau Verlag, Berlín, 2010.
- Crimen en el Barrio del Once, Ediciones Siruela, Buenos Aires, 2011.
- El Policía Descalzo de la Plaza San Martín, Ediciones Siruela, Madrid, 2011.
- Los Hombres te han hecho mal, Editorial Planeta, Buenos Aires, 2012.
- Los Hombres te han hecho mal, Ediciones Siruela, Madrid, 2012.
- El Comisario Lascano", Ediciones Siruela, Madrid, 2014.
- La Conspiración de los Mediocres", Ediciones Siruela, Madrid, 2015.
- La Conspiración de los mediocres", Penguin, Random House, Mondadori, Buenos Aires, 2015.
- El Hilo de Sangre", Ediciones Siruela, Madrid, 2018.
- La ciudad de la furia", Ediciones Siruela, Madrid, 2021.
- Perro viejo", Ediciones Siruela, Madrid, 2024.

## Página oficial
http://www.ernestomallo.com/